# WAKU WAKU
『WAKU WAKU』（ワク ワク）は、大江千里1作目のオリジナル・アルバム。1983年5月21日にEPIC/SONYから発売。規格品番はESCB 1240→MHCL 30085。
1991年11月1日と2013年7月17日に再発売。

## 解説
シングル『ワラビーぬぎすてて』と同日発売の1stアルバム。全編曲は大村憲司。
2013年再発盤音源は2008年7月1日発売CD-BOX『Senri Premium 〜MY GLORY DAYS 1983-1988』のリマスタリング音源を使用。CDジャケットや歌詞カードはLP盤のものを復刻した。

## 収録曲
| 全作詞・作曲: 大江千里、全編曲: 大村憲司。 |                          |          |            |      |
| #                                          | タイトル                 | 作詞     | 作曲・編曲 | 時間 |
| 1.                                         | 「ワラビーぬぎすてて」   | 大江千里 | 大江千里   | 3:02 |
| 2.                                         | 「君はマドンナ」         | 大江千里 | 大江千里   | 4:18 |
| 3.                                         | 「瞳きらきら」           | 大江千里 | 大江千里   | 4:07 |
| 4.                                         | 「裸足のマドモアゼル」   | 大江千里 | 大江千里   | 4:09 |
| 5.                                         | 「ポパイ'S カレンダー」  | 大江千里 | 大江千里   | 4:34 |
| 6.                                         | 「海開き山開き」         | 大江千里 | 大江千里   | 2:45 |
| 7.                                         | 「宵闇」                 | 大江千里 | 大江千里   | 4:33 |
| 8.                                         | 「天気図」               | 大江千里 | 大江千里   | 4:29 |
| 9.                                         | 「たそがれに背を向けて」 | 大江千里 | 大江千里   | 5:19 |
| 10.                                        | 「ガールフレンド」       | 大江千里 | 大江千里   | 4:08 |
| 合計時間:                                  | 合計時間:                | 41:24    |            |      |

## ミュージシャン
- 大村憲司 - ギター（全曲）
- 後藤次利 - ベース（#1,2,3,4,6,10）
- 中村裕二 - ベース（#7）
- 富倉安生 - ベース（#8,9）
- 青山純 - ドラム（#1,2,3,4,6,8,9,10）
- 林立夫 - ドラム（#5,7）
- 中村哲 - キーボード（全曲）、サックス（#1,4,6,8,9）
- 浜口茂外也 - パーカッション（#2）
- 藤井丈司 - コンピューター・プログラマー（全曲）
- 松武秀樹 - コンピューター・プログラマー（#9）
- EPO - コーラス（#7,10）

## スタッフ
- プロデュース - 大村憲司
- 制作総指揮 - 小坂洋二

## 発売形態
- LP/CT 発売：CBS/SONY Group
- CD 発売：CBS/SONY Group
- CD（規格品番：ESCB 1240・1991年11月1日）発売：EPIC/SONY RECORDS
- ブルースペックCD（規格品番：MHCL 30085・2013年7月17日）発売：Sony Music Direct

### SonyMusic
- WAKU WAKU  –  ディスコグラフィ
- WAKU WAKU【Blu-spec CD2】  –  ディスコグラフィ